# Giovanni Anfossi (geografo)
Giovanni Anfossi (Genova, 1876 – Genova, 1918) è stato un geografo italiano.
Condusse studi sulla piovosità e sull'idrografia di Liguria e Piemonte e sulla demografia e la volumetria della Sardegna e della Corsica.